# Championnat d'Afrique d'échecs

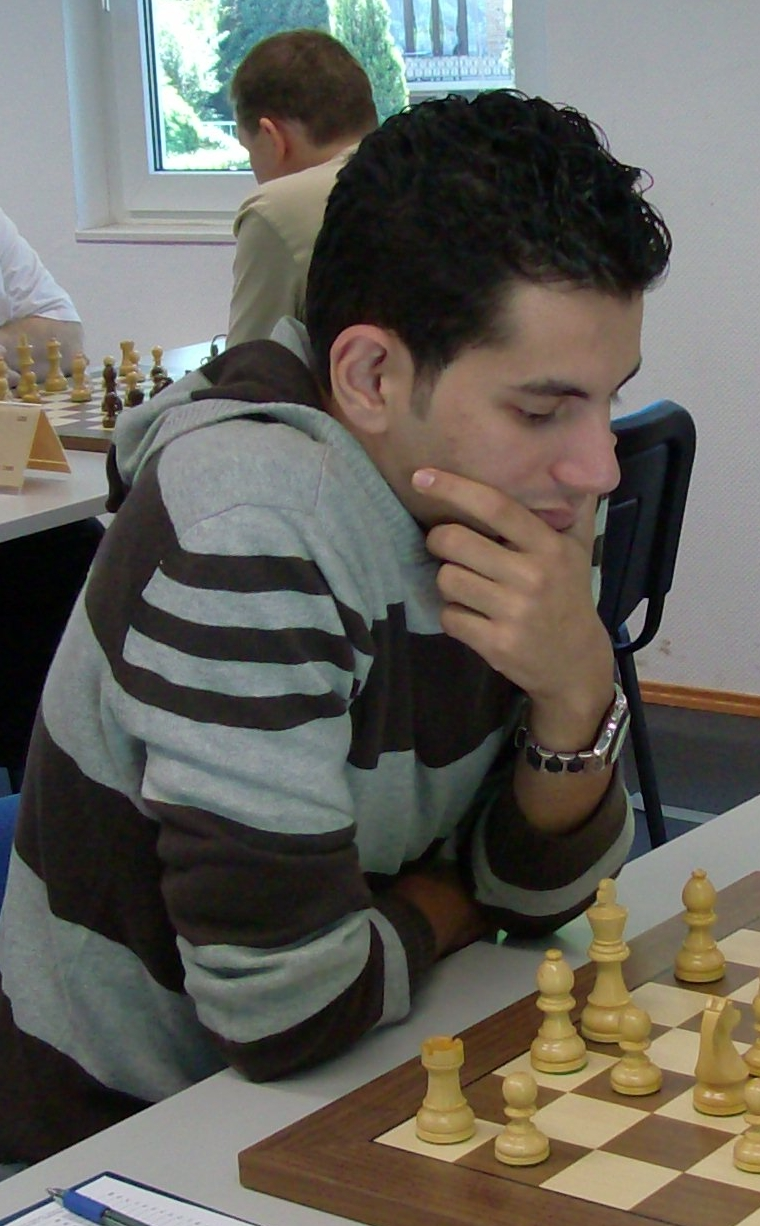
Ahmed Adly, grand maître d'échecs égyptien

Le championnat d'Afrique d'échecs est un championnat d'échecs regroupant les meilleurs joueurs africains. 

## Multiples vainqueurs

### Hommes
7 titres
- Bassem Amin (en 2009, 2013, 2015, 2017, 2018, 2022 et 2024)

4 titres
- Ahmed Adly (en 2005, 2011, 2019 et 2021)

### Femmes
5 titres
- Shrook Wafa (en 2013, 2014, 2016, 2019 et 2025)

3 titres
- Mona Khaled (en 2007, 2009 et 2015)
- Shahenda Wafa (en 2017, 2018 et 2022)

## Palmarès
La première édition eut lieu en 1998. Les joueurs Ibrahim Hasan Labib et Mohamed Tissir se sont tous les deux partagés la première place, avec un score de 7/10, mais c'est le premier qui obtient le titre au départage.
En 2007, ce championnat a constitué le tournoi zonal de la zone 4, qualificatif pour la Coupe du monde d'échecs organisée par la FIDE.  Six joueurs se sont qualifiés pour la coupe du monde d'échecs 2007. Il s'agit des GMI égyptiens Bassem Amin et Ahmed Adly, des Maîtres internationaux Robert Gwaze (Zimbabwe), Pedro Aderito (Angola), Essam El Gindy (Égypte), et du Maître FIDE égyptien Khaled Abdel Razik.
| Année | Ville                                               | Vainqueur                                           | Fédération                                          | Vainqueur du Championnat féminin                    | Fédération                                          |
| ----- | --------------------------------------------------- | --------------------------------------------------- | --------------------------------------------------- | --------------------------------------------------- | --------------------------------------------------- |
| 1998  | Le Caire                                            | Ibrahim Hasan Labib                                 | Égypte                                              |                                                     |                                                     |
| 1999  | Agadir                                              | Mohamed Tissir (en)                                 | Maroc                                               |                                                     |                                                     |
| 2001  | Le Caire                                            | Hichem Hamdouchi                                    | Maroc                                               | Asma Houli                                          | Algérie                                             |
| 2003  | Abuja                                               | Essam El-Gindy                                      | Égypte                                              | Farida Arouche (en)                                 | Algérie                                             |
| 2005  | Lusaka                                              | Ahmed Adly                                          | Égypte                                              | Tuduetso Sabure (en)                                | Botswana                                            |
| 2007  | Windhoek                                            | Robert Gwaze                                        | Zimbabwe                                            | Mona Khaled                                         | Égypte                                              |
| 2009  | Tripoli                                             | Bassem Amin                                         | Égypte                                              | Melissa Greeff                                      | Afrique du Sud                                      |
| 2011  | Maputo                                              | Ahmed Adly                                          | Égypte                                              | Mona Khaled                                         | Égypte                                              |
| 2013  | Tunis                                               | Bassem Amin                                         | Égypte                                              | Shrook Wafa                                         | Égypte                                              |
| 2014  | Windhoek                                            | Kenneth Solomon                                     | Afrique du Sud                                      | Shrook Wafa                                         | Égypte                                              |
| 2015  | Le Caire                                            | Bassem Amin                                         | Égypte                                              | Mona Khaled                                         | Égypte                                              |
| 2016  | Kampala                                             | Abdelrahman Hesham (en)[3]                          | Égypte                                              | Shrook Wafa                                         | Égypte                                              |
| 2017  | Oran                                                | Bassem Amin[4]                                      | Égypte                                              | Shahenda Wafa                                       | Égypte                                              |
| 2018  | Livingstone                                         | Bassem Amin (8,5 / 9)[5]                            | Égypte                                              | Shahenda Wafa                                       | Égypte                                              |
| 2019  | Hammamet                                            | Ahmed Adly (8 / 9)[6]                               | Égypte                                              | Shrook Wafa                                         | Égypte                                              |
| 2020  | Non disputé en raison de la pandémie de Covid-19[7] | Non disputé en raison de la pandémie de Covid-19[7] | Non disputé en raison de la pandémie de Covid-19[7] | Non disputé en raison de la pandémie de Covid-19[7] | Non disputé en raison de la pandémie de Covid-19[7] |
| 2021  | Lilongwe                                            | Ahmed Adly[7] (8 / 9)                               | Égypte                                              | Jesse February[7] (7 / 9)                           | Afrique du Sud                                      |
| 2022  | Lagos                                               | Bassem Amin[8]                                      | Égypte                                              | Shahenda Wafa[8]                                    | Égypte                                              |
| 2023  | Le Caire                                            | Adham Fawzy[9]                                      | Égypte                                              | Lina Nassr[10]                                      | Algérie                                             |
| 2024  | Accra                                               | Bassem Amin[11],[12] (8,5 / 9)                      | Égypte                                              | Jesse February[11],[12] (7,5 / 9)                   | Afrique du Sud                                      |
| 2025  | Gizeh                                               | Bilel Bellahcene[13] (7 / 9)                        | Algérie                                             | Shrook Wafa[13] (8/9)                               | Égypte                                              |